# Ischnothyreus ruyuanensis
Espèce
Ischnothyreus ruyuanensis est une espèce d'araignées aranéomorphes de la famille des Oonopidae.

## Distribution
Cette espèce est endémique du Guangdong en Chine,. Elle se rencontre dans le xian de Ruyuan.

## Description
Le mâle holotype mesure 1,37 mm et la femelle paratype 1,65 mm.

## Systématique et taxinomie
Cette espèce a été décrite par Tong en 2023.

## Étymologie
Son nom d'espèce, composé de ruyuan et du suffixe latin -ensis, « qui vit dans, qui habite », lui a été donné en référence au lieu de sa découverte, le xian de Ruyuan.

## Publication originale
- Fu, Wang, Sun, Tong & Bian, 2023 : « A new species of Ischnothyreus Simon, 1893 (Araneae, Oonopidae) from Guangdong Province, China. » Biodiversity Data Journal, vol. 11, no e105283, p. 1-8 (texte intégral).